# مومکووو
مومکووو (به بلغاری: Momkovo) یک منطقهٔ مسکونی در بلغارستان است که در شهرستان اسویلنگراد واقع شده‌است.